# روزلين خزامي
روزلين خزامي (من مواليد 2 سبتمبر 2001) هي لاعبة كرة قدم محترفة تلعب في مركز الدفاع لصالح نادي مارسيليا في دوري الدرجة الثانية. ولدت في فرنسا، وتلعب للمنتخب الجزائري.

## المسيرة الكروية
لعبت خزامي في فرق كرة القدم في مرسيليا منذ طفولتها، بدءًا من نادي جو سان غابرييل حتى عام 2012، ثم في نادي يونيون سبورتيف مرسيليا إندوم كاتالانز حتى عام 2015 قبل الانضمام إلى أكاديمية أولمبيك مرسيليا حيث بقيت لمدة 3 سنوات.
في عام 2018، وقعت أول عقد احترافي لها مع نادي سان دوني في القسم الثاني النسائي. في الموسم التالي انضمت إلى نادي سان مالو حيث بقيت هناك لمدة ثلاثة مواسم.
في يوليو 2022، انتقلت إلى نادي آخر من الدرجة الثانية، وهو نادي أورليانز، ووقعت على عقد لمدة موسم واحد. ثم وقعت مع ناديها الشبابي، أولمبيك مرسيليا، في صيف عام 2023.

## المسيرة الدولية
لاعبة دولية سابقة في منتخب فرنسا للشباب، ومثلت فرنسا في مستوى تحت 16 سنة وتحت 17 سنة. وشاركت في جميع المباريات الثلاث في الدور النهائي من تصفيات بطولة أوروبا للسيدات تحت 17 سنة 2018.
في سبتمبر 2021، تلقّت أول استدعاء لها للانضمام منتخب الجزائر لكرة القدم للسيدات الأول للمشاركة في معسكر تدريبي تحضيري لتصفيات كأس الأمم الإفريقية للسيدات 2022. في 18 فبراير 2022، ظهرت لأول مرة مع الفريق في مباراةٍ أمام منتخب جنوب إفريقيا.

## إحصائيات المهنة

### النادي
آخر تحديث 31 مارس 2024.
| النادي          | الموسم          | الدوري               | الدوري | الدوري  | الكأس  | الكأس   | قاري   | قاري    | أخرى   | أخرى    | المجموع | المجموع |
| النادي          | الموسم          | القسم                | الظهور | الأهداف | الظهور | الأهداف | الظهور | الأهداف | الظهور | الأهداف | الظهور  | الأهداف |
| --------------- | --------------- | -------------------- | ------ | ------- | ------ | ------- | ------ | ------- | ------ | ------- | ------- | ------- |
| سان دوني        | 2018–19         | القسم النسائي الثاني | 7      | 1       | —      | —       | —      | —       | —      | —       | 7       | 1       |
| سان دوني        | المجموع         | المجموع              | 7      | 1       | —      | —       | —      | —       | —      | —       | 60      | 19      |
| سان مالو        | 2019–20         | القسم النسائي الثاني | 7      | 1       | —      | —       | —      | —       | —      | —       | 7       | 1       |
| سان مالو        | 2020–21         | القسم النسائي الثاني | 6      | 1       | —      | —       | —      | —       | —      | —       | 6       | 1       |
| سان مالو        | 2021–22         | القسم النسائي الثاني | 15     | 1       | 2      | 0       | —      | —       | —      | —       | 17      | 1       |
| سان مالو        | المجموع         | المجموع              | 28     | 3       | 2      | 0       | —      | —       | —      | —       | 30      | 3       |
| نادي أورليانز   | 2022–23         | القسم النسائي الثاني | 15     | 1       | 1      | 0       | —      | —       | —      | —       | 16      | 1       |
| نادي أورليانز   | المجموع         | المجموع              | 15     | 1       | 1      | 0       | —      | —       | —      | —       | 16      | 1       |
| أولمبيك مرسيليا | 2023–24         | القسم النسائي الثاني | 8      | 1       | 3      | 0       | —      | —       | —      | —       | 11      | 1       |
| أولمبيك مرسيليا | المجموع         | المجموع              | 8      | 1       | 3      | 0       | —      | —       | —      | —       | 11      | 1       |
| المجموع الوظيفي | المجموع الوظيفي | المجموع الوظيفي      | 58     | 6       | 6      | 0       | —      | —       | —      | —       | 64      | 6       |

### دولياً
آخر تحديث 27 فبراير 2024.
| سنة     | الجزائر | الجزائر |
| سنة     | الظهور  | الأهداف |
| ------- | ------- | ------- |
| 2022    | 1       | 0       |
| 2023    | 6       | 0       |
| 2024    | 0       | 0       |
| المجموع | 7       | 0       |

## روابط خارجية
- روزلين خزامي على موقع قاعدة بيانات كرة القدم.إي يو (الإنجليزية)
- روزلين خزامي على موقع Soccerway.com (الإنجليزية)
- روزلين خزامي على موقع GSA (الإنجليزية)